# Dionisi Trifoni
Dionisi Trifoni (grec antic: Διονύσιος ὁ Τρύφωνος, Dionýsios ho Trýphōnos) fou un gramàtic de l'antiga Grècia, fill o deixeble de Trifó, que va viure als voltants de l'any 50 aC. Fou l'autor d'una obra, περὶ ὀνομάτων (Sobre les paraules), com a mínim en onze llibres, a la qual Estèfan de Bizanci i Valeri Harpocració fan referència sovint.